# کوچاوا
کوچاوا (به لهستانی:  Koczała) یک روستا در لهستان است که در گمینا کوچاوا واقع شده‌است. کوچاوا ۲٬۱۱۱ نفر جمعیت دارد.